# Игнимбрит
Игнимбрит је седимента стена и припада групи вулканокластичних стена. Настаје очвршћавањем вулканском материјала, приликом јаких ерупција вулкана. 
Игнимбрити се стварају при специфичним ерупцијама пирокластичног материјала, као суспензије фрагмената минерала, вулканског стакла и гасовите компоненте. Садрже сочива, али и млазеве, вулканског стакла (тзв. фјаме), који су настали у завршној фази консолидације, када је дошло до повећања температуре кристализације лаве, због наглог одласка лакоиспарљиве компоненте. Услед тога се поједини, већ искристалисали састојци поново стапају (углавном кварц, фелдспати и стакло).